# Olli-Pekka Karjalainen
Olli-Pekka Karjalainen (ur. 7 marca 1980 w Töysä) – fiński lekkoatleta, młociarz, trzykrotny olimpijczyk (2000, 2004, 2008).

## Osiągnięcia
- brąz Mistrzostw Europy juniorów w lekkoatletyce Lublana 1997
- złoty medal Mistrzostw Świata Juniorów w Lekkoatletyce Annecy 1998
- złoty medal Mistrzostw Europy juniorów w lekkoatletyce Ryga 1999
- srebro podczas Młodzieżowych mistrzostw Europy w lekkoatletyce (Amsterdam 2001)
- zwycięstwo w Superlidze Pucharu Europy (Annecy 2002)
- 1. miejsce podczas Światowego Finału IAAF Szombathely 2004
- 4. miejsce podczas Mistrzostw Świata Helsinki 2005
- 1. miejsce na Światowym Finale IAAF Szombathely 2005
- srebro podczas Mistrzostwa Europy w Lekkoatletyce Göteborg 2006
- 6. miejsce podczas Letnich Igrzysk Olimpijskich (Pekin 2008)
- wielokrotnie reprezentował Finlandię w meczach międzypaństwowych, odnosząc kilkanaście zwycięstw indywidualnych

W latach 1998–2012 zdobył piętnaście z rzędu tytułów mistrza kraju.
Jest rekordzistą Finlandii w rzucie młotem – 83,30 (Lahti 2004). Jest również obecnym rekordzistą świata juniorów w rzucie młotem seniorskim (78,33 – Seinäjoki 1999).